# Ascensor para el cadalso
Ascensor para el cadalso (Ascenseur pour l'échafaud) es una película francesa de 1957, dirigida por Louis Malle. Protagonizada por Jeanne Moreau, Maurice Ronet, Georges Poujouly, Yori Bertin, Lino Ventura, Charles Denner, Jean Wall, Ivan Petrovitch, Elga Andersen y Gérard Darrieu en los roles principales. Está basada en la novela homónima de Noël Calef. Fue ganadora del Premio Louis Delluc.
En España se estrenó el 26 de septiembre de 1966, en versión original subtitulada.
La banda sonora de la película se considera una obra maestra del jazz. Fue grabada en París en 1957, con Miles Davis como músico y compositor principal, acompañado por Barney Wilen, René Urtreger, Pierre Michelot y Kenny Clarke. Durante la grabación se emplearon técnicas de improvisación mientras los músicos visionaban la película .

## Trama
Una pareja de amantes (Jeanne Moreau y Maurice Ronet) planea el crimen perfecto para liquidar al esposo de ella (Jean Wall), que también es jefe de la empresa donde trabaja el amante. Este olvida descolgar una soga que puede levantar sospechas, así que regresa al edificio justo en el momento en que el guardia de seguridad corta la llave de la luz y cierra las puertas. Como resultado, el protagonista queda atrapado en el ascensor, a mitad entre dos pisos. Para empeorar todavía más las cosas, fuera dos jovencitos (Georges Poujouly y Yori Bertin) les roban el coche. 